# Acacia latior
Acacia latior — вид квіткових рослин з родини бобових. Ареал: Австралія (Західна Австралія).

## Середовище
Чагарник часто розташовується на піщаних рівнинах і гравійних підвищеннях, що ростуть на піщаних, кам'янистих, глинистих або суглинних ґрунтах як частина чагарникових або чагарникових угруповань і часто асоціюється з евкалітами та іншими видами акацій.

## Біоморфологічна характеристика
Багатостовбурний кущ зазвичай досягає висоти від 1 до 4 метри і має габітус округлої або зворотноконічної форми. Має тенденцію до щільної і компактної крони. Гладка або дрібно потріскана кора коричнево-сірого кольору. Має щільно сріблясто або біло волохаті нові пагони. Голі гілочки туманно ребристі, кутасті або сплощені на кінцях. Плоскі філодії від сіро-зеленого до зеленого кольору мають вузьку зворотноланцетну або лінійно-еліптичну форму та прямі або неглибоко загнуті й мають довжину від 4 до 13 см і ширину від 2 до 10 мм з численними поздовжніми жилками, які розташовані близько один до одного. Прості суцвіття найчастіше зустрічаються попарно на кожній пазусі; квіткові голови від широко еліпсоїдної до облоїдної форми мають довжину від 8 до 12 мм, діаметр від 5 до 7 мм і заповнені квітками золотистого кольору. Стручки від прямих до злегка вигнутих мають довжину від 2 до 5 см і ширину від 2 до 3 мм. Блискуче коричневе насіння всередині стручків розташоване поздовжньо і має довгасту форму з довжиною від 2 до 3 мм.